# シャングリ・ラ ホテル バンコク
シャングリ・ラ ホテル バンコク(Shangri-La Hotel Bangkok)は、タイ・バンコクのバーンラック区にある最高級ホテル。運営はシャングリ・ラ・ホテルズ&リゾーツ。

## 特徴
1986年開業、799室。チャオプラヤー川沿いに建つホテルで、シャングリ・ラ ウィングとクルンテップ ウィングの2つのウィング(棟)に分かれている。
シャングリ・ラ ウィングにはチャオプラヤー川に面している客室と面していない客室があり、一部の客室にバルコニーが付いている。クルンテップ ウィングは全てがチャオプラヤー川に面したバルコニー付きの客室である。
パッケージツアーやホテルクーポンで利用される最もベーシックな客室の面積は、シャングリ・ラ ウィングで約34平方メートル、クルンテップ ウィングで約44平方メートルである。

## アクセス
チャオプラヤー川沿いに建つホテルの中でバンコク・スカイトレインのサパーンタークシン駅(สถานีสะพานตากสิน)に最も近く、徒歩約2分で行くことができる。また、空港との間をBMWのリムジンがも結んでいる（有料）。

## 設備
- アンジェリーニ(Angelini)　イタリア料理
- 江戸銀(Edogin)　日本料理
- ホライゾン クルーズⅡ(Horizon Ⅱ River Cruise)　アユタヤデイクルーズ、ビュッフェディナークルーズ
- ネクスト2カフェ&テラス(Next2 Café & Terrace)　多国籍料理
- サラティップ(Salathip)　タイ料理
- 香宮(Shang Palace)　中華料理
- ロビーラウンジ(Lobby Lounge)　スナック、ドリンク
- プールバーズ(Pool Bars)　ドリンク
- リバーサイド ラウンジ(Riverside Lounge)　軽食
- CHI「氣」スパ(Chi, The Spa at Shangri-La)　スパ
- プール　屋外に2か所

など